# Bourgeauville
Bourgeauville är en kommun i departementet Calvados i regionen Normandie i norra Frankrike. Kommunen ligger i kantonen Dozulé som ligger i arrondissementet Lisieux. År 2022 hade Bourgeauville 101 invånare.

## Befolkningsutveckling
Antalet invånare i kommunen Bourgeauville
Referens: INSEE